# Фуджийска нилтава
Фуджийската нилтава (Niltava davidi) е вид птица от семейство Muscicapidae.

## Разпространение и местообитание
Разпространен е във Виетнам, Камбоджа, Китай, Лаос, Тайланд и Хонконг.